# Zulfugar Suleymanov
Zulfugar Suleymanov est un haltérophile azerbaïdjanais né en 1982.

## Palmarès

### Championnats d'Europe d'haltérophilie
- Championnats d'Europe d'haltérophilie 2013 à Tirana
  -  Médaille de bronze en moins de 62 kg. Disqualifié.
- Championnats d'Europe d'haltérophilie 2010 à Minsk
  -  Médaille de bronze en moins de 62 kg. Disqualifié.
- Championnats d'Europe d'haltérophilie 2009 à Bucarest
  -  Médaille d'argent en moins de 62 kg.